# Le coucher à l'italienne
La Giovane donna che va a letto (in olandese: Jonge vrouw, die naar bed gaat; in francese: La jeune femme se couchant), più nota con il titolo francese Le coucher à l'italienne (letteralmente "L'andare a letto all'italiana"), è un'opera pittorica del pittore olandese Jacob van Loo che venne realizzata nel diciassettesimo secolo. Il dipinto si conserva nel Museo di belle arti di Lione.

## Descrizione
L'opera è ambientata in una camera da letto e raffigura una donna che sta per andare a dormire. Ella non porta addosso alcun indumento se non un cuffia bianca che le copre i capelli, e la luminosità si focalizza proprio sul suo corpo candido in totale nudità. La donna è ritratta di spalle, mentre rivolge allo spettatore la schiena e le natiche formose, che danno all'opera un'atmosfera molto erotica.
Ella poggia la mano sinistra sull'estremità di un tessuto che copre un comodino e preme il ginocchio sinistro su una sedia per entrare meglio tra le lenzuola. La mano destra invece impugna l'altra estremità del tessuto bianco, che forse è una camicia da notte. In basso a destra, sopra un tappeto, si notano le sue scarpe e una veste scura. Le coperte del letto sono di colore rosso scuro, come pure le tende del baldacchino che incorniciano la scena.
La donna si gira e incontra con il proprio sguardo lo spettatore, ma non sembra per nulla imbarazzata, anzi: il suo sguardo è invitante e seducente, come se stesse invitando lo spettatore ad entrare nel letto e unirsi a lei. Secondo Donald Posner, l'effigiata è da identificarsi con una prostituta, dato che nel comodino accanto al letto è presente una collana di perle.

## Fonti di ispirazione

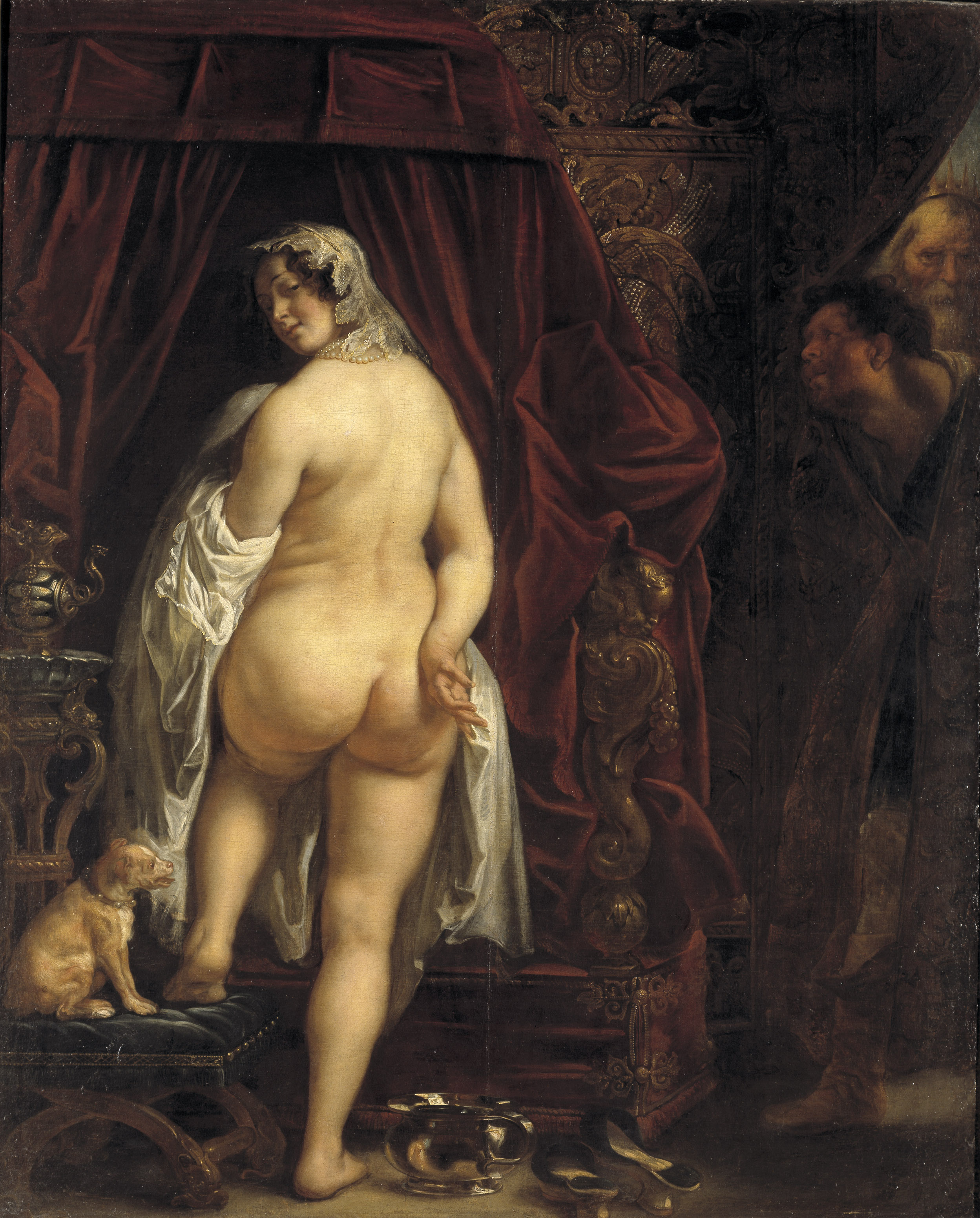
Jacob Jordaens, Re Candaule mostra sua moglie a Gige, 1646

L'opera si ispira con molta probabilità a un dipinto del pittore fiammingo Jacob Jordaens che Jacob van Loo potrebbe aver visto all'Aja: l'opera in questione si intitola Re Candaule mostra sua moglie a Gige e si rifà alla storia di Gige e Candaule tratta dal primo libro delle Storie di Erodoto. Infatti, entrambi i dipinti hanno come protagoniste delle donne ignude che stanno per andare a dormire e che si voltano, come se notassero di essere spiate. La moglie di Candaule nel dipinto di Jordaens indossa una cuffia bianca, come il soggetto del quadro di van Loo, anche lei è callipigia e al collo porta una collana di perle che richiama quella sul comodino nella Giovane donna che va a letto. Persino le tende del baldacchino dei due quadri sono dello stesso colore vermiglio.
Nel quadro sulla regina della Lidia appaiono anche Gige e Candaule che la spiano, come dei guardoni. Nel quadro di van Loo non appare nessun personaggio all'infuori della giovane con la cuffia: pertanto, in questo caso, il guardone è lo stesso spettatore.

## Influenza
Il pittore olandese del Seicento Arnold Houbraken dipinse un quadro ispirato a Le coucher à l'italienne che ha come protagonista la consorte di Candaule, lo stesso soggetto del quadro di Jordaens al quale van Loo si era rifatto.
L'opera potrebbe aver influenzato La bagnante di Valpinçon, uno dei primi capolavori dell'artista francese Jean-Auguste-Dominique Ingres: questo quadro, uno dei primi nudi femminili dell'artista neoclassico, raffigura una donna nuda vista da dietro e con i capelli coperti da un turbante, come la cuffia nel dipinto di van Loo. Lo stesso Ingres possedeva un'incisione dell'opera.